# Раян Камензулі
Раян Камензулі (8 вересня 1994) — мальтійський футболіст, півзахисник клубу «Хамрун Спартанс».

## Клубна кар'єра
Камензулі дебютував за «Біркіркару» 30 січня 2011 року, замінивши Теренса Веллу в доданий час наприкінці виїзної перемоги над «Вітторіоса Старс» 1–0. 6 травня, у своїй єдиній іншій грі в сезоні, він вийшов у старті за поразки 0–3 від Флоріани, поступившись місцем Карлу Пуло на 57-й хвилині.
28 квітня 2012 року він забив перший гол у своїй кар'єрі, завершивши домашню перемогу над «Гіберніанс» з рахунком 2–0. У наступному сезоні він забив три голи у 25 іграх, коли Біркіркара виграла чемпіонат.
Камензулі забив двічі та був визнаний найкращим гравцем матчу в домашній перемозі «Біркіркара» з рахунком 4–2 над «Сліма Вондерерс» 7 березня 2015 року.
Влітку 2017 року він знову підписав контракт з «Біркіркарою», але в січні 2018 року Камензулі був дискваліфікований за договірні матчі на один рік. Після дискваліфікації він був проданий назад у «Флоріану», що було підтверджено 15 січня 2019 року.

## Виступи за збірну
Він дебютував у національній збірній Мальти з футболу 25 березня 2015 року, замінивши Стіва Борга у доданий час наприкінці товариської поразки від Грузії з рахунком 0–3 на стадіоні Міхеїла Месхі в Тбілісі.

## Титули і досягнення
Біркіркара
- Прем'єр-ліга Мальти: 2012–13[4]
- Кубок Мальти: 2015[4]
- Суперкубок Мальти: 2013, 2014[4]

Флоріана
- Прем'єр-ліга Мальти: 2019–20[4]
- Кубок Мальти : 2017, 2022[4]

Хамрун Спартанс
- Прем'єр-ліга Мальти: 2022–23, 2023–24, 2024–25[4]
- Суперкубок Мальти: 2023, 2024